# 대한민국 민법 제1041조
대한민국 민법 제1041조는 포기의 방식에 대한 대한민국 민법 조문이다.

## 조문
제1041조(포기의 방식)
상속인이 상속을 포기할 때에는 제1019조제1항의 기간내에 가정법원에 포기의 신고를 하여야 한다. 

## 판례
1. 대법원 2021. 9. 15. 선고 2021다224446 판결